# Wii U GamePad
O Wii U GamePad é o controlador padrão utilizado pelo console Wii U, da Nintendo. O GamePad une recursos de um controle tradicional (como botões e alavancas analógicas) como também recursos de tablets, utilizando uma tela sensível ao toque e giroscópio. Essa tela pode ser usada para suplementar a jogatina oferecendo funcionalidades alternativas ou uma visão assimétrica do ambiente de jogo. Com a função Off TV Play, a tela pode ser usada também para jogar sem o uso da televisão. Além disso, outras funções não relacionadas a jogo podem lhe ser atribuídos também, tais como a habilidade de utilizá-lo como um controle remoto para a televisão.
O GamePad pode operar em conjunto com outros acessórios compatíveis do Wii, tais como o Wii Remote, Wii MotionPlus e o Balance Board.
Um controle alternativo, denominado Wii U Pro Controller, foi revelado na E3 de 2012, contando com um design mais tradicional voltado a jogos que beneficiam de um controle menor, como, por exemplo, jogos de luta.

## História
A equipe de desenvolvimento da Nintendo sentiu que a luz de notificação do Wii não oferecia informação o suficiente para ter utilidade além de informar se ele havia recebido conteúdo ou não. Com a complexidade das televisões modernas, o designer Shigeru Miyamoto sentiu que um monitor a parte do console providenciaria um modo mais fácil de verificar a situação do console sem o uso da televisão. Sua operação como tela suplementar foi inspirada também no uso de uma segunda tela em estabelecimentos de caraoquê no Japão, que exibem informações da música e permitem também que seus usuários selecionem a próxima canção. Satoru Iwata disse que o design do controlador tem como objetivo oferecer uma experiência mais aprofundada a todos os jogadores e permiti-los "ver jogos de uma forma diferente", um conceito referido como "jogabilidade assimétrica" durante conferência de imprensa na E3 de 2012. Com a rede social Miiverse, Iwata também assemelhou a tela do controlador a uma "janela social", permitindo manter-se conectado mesmo quando não se está jogando.
A equipe EAD criou dois protótipos para o controlador: um monitor com dois Wii Remotes atados aos lados, e uma tela anexa a um Wii Zapper. Um dos protótipos exibidos na E3 dispusera de duas alavancas circulares, iguais aos do Nintendo 3DS. Em 19 de maio de 2012, uma foto da quase versão final do controlador foi vazada no Twitter por um funcionário da TT Games, revelando uma estrutura larga com apoios ergonômicos, um layout redesenhado, e alavancas analógicas ao invés de circulares. Em 3 de junho de 2012, a Nintendo oficialmente revelou a versão final do controlador, intitulado Wii U GamePad em apresentação antes da E3 de 2012. Nessa apresentação, foram confirmadas as alterações de hardware feitas desde o protótipo, tais como a troca dos analógicos; e também foram revelados outros recursos a serem usados com sua tela. O nome "Wii U GamePad" foi usado como referência ao layout clássico e liso do controlador do NES, que era chamado "gamepad".

## Recursos
O recurso primário do GamePad é sua tela sensível ao toque de 6.2 polegadas (16 cm) FWVGA (854 × 480), que pode ser operada com os dedos ou com o stylus incluso. A tela pode ser usada para suplementar o jogo e oferecer funcionalidade adicional ao que pode ser controlado, ou também para visualizar o jogo sem o uso da televisão. O controlador inclui também uma câmera facial (útil para videoconferência), dois controladores analógicos, e suporte a controle por movimento. O GamePad suporta também NFC, que é usado para reconhecer as figuras e cartões amiibo. Em uma apresentação especial antes da E3 de 2012, a Nintendo revelou mais detalhes sobre o GamePad, incluindo sua habilidade como controle remoto para a televisão e de enviar mensagens manuscritas.
A primeira apresentação do controlador em 2011 resultou em confusão sobre se o Wii U irá suportar múltiplos GamePads. Um porta-voz da Nintendo disse que o GamePad não seria vendido separadamente do Wii U, mas Shigeru Miyamoto não descartou a possibilidade de usar múltiplos GamePads em um único console – embora tenha sentido também que seria mais conveniente usar o 3DS para este fim, o que implica potencial compatiblidade. Na apresentação da Nintendo na E3 de 2012, foi confirmado que o console suportará até dois Wii U GamePads simultaneamente.
De qualquer forma, o Wii U permanecerá compatível com todos os controladores para o anterior Wii, como o Wii Remote Plus e o Balance Board, e também com o Wii U Pro Controller que foi revelado na E3 de 2012. O Pro Controller possui um design mais tradicional, voltado a jogos que beneficiam de controladores menores tais como jogos de luta, possuindo um visual bastante similar ao do Playstation 3 Controller.